# Khangshar

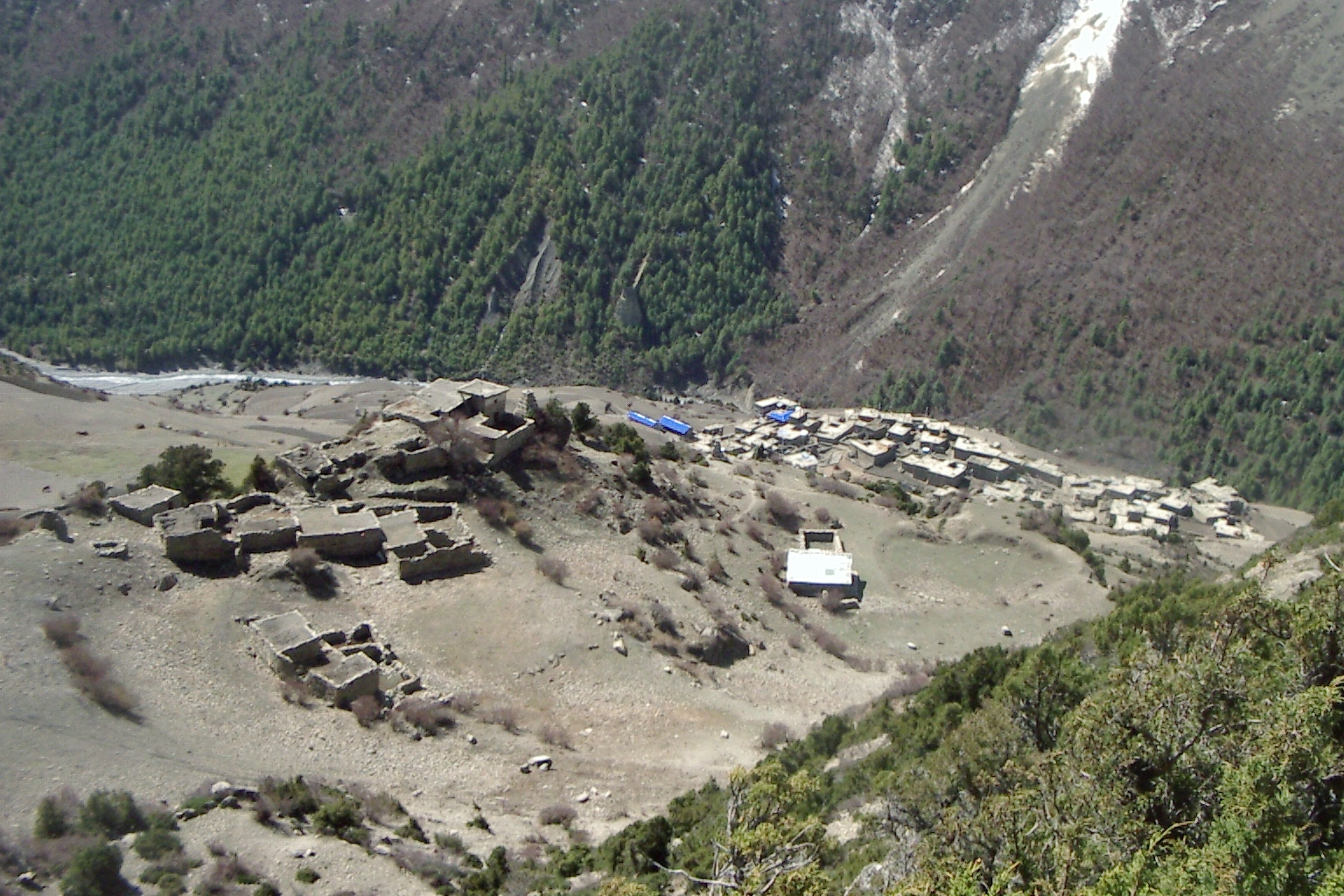
Mitterer und unterer Ortsteil von Khangsar oberhalb des Khangsar Khola

Khangshar (Nepali खाङसार oder Khangsar) ist ein Dorf und ein Village Development Committee in Nordzentral-Nepal im Manang Distrikt. Es liegt auf einer Höhe von 3734 m im Manang-Tal im Norden des Annapurna Himal zwischen Manang und Tilichosee.
Die unverputzten Häuser sind im tibetischen Stil mit Flachdächern gebaut, da durch die Lage im Regenschatten der hohen Berge des Annapurnamassivs kaum Regen fällt. Sie haben fast immer die Stallungen im Erdgeschoss, und die darüber befindlichen Wohnräume sind über einen steilen Baumpfahl, in den Treppenstufen eingeschlagen worden sind, erreichbar. Auf den Dächern wird die Ernte getrocknet und Feuerholz oder Heu aufbewahrt.
Die Bewohner von Khangshar leben überwiegend von der Landwirtschaft. Einige Felder liegen an den Hängen im Flusstal; größere Felder und Wiesen liegen oberhalb des Dorfes, wo mehr Sonnenschein einfällt. Die Bedingungen für die Landwirtschaft sind nicht optimal. Die Dorfbewohner halten zusätzlich Yaks, die im Sommer auf die hochgelegenen Weiden gebracht werden.
Wie bei den meisten hohen Dörfern in Nepal ziehen viele Familien im November in das wärmere Kathmandu oder Pokhara. Ende Januar bis März kehren sie dann wieder zurück.

## Einwohner
Im Jahr 2001 betrug die Einwohnerzahl 557.
Bei der Volkszählung 2011 hatte Khangshar 257 Einwohner (davon 138 männlich) in 58 Haushalten.

## Dörfer und Weiler
Khangshar besteht aus mehreren Dörfern und Weilern:
- Chyongo (4130 m)
- Khangshar (3734 m⊙)
- Megurjung (4400 m)
- Mursang (3840 m)
- Tilicho Base Camp (4170 m ⊙)
- Tosinja (3880 m)